# Alice on Deadlines
Alice on Deadlines (D線上のアリス, Dī Senjō no Arisu) é um mangá japonês escrito e ilustrado por Shiro Ihara. O mangá foi serializado na revista de shōnen da Square Enix, Gangan Wing. Square Enix lançou quatro volumes em formato tankōbon do mangá entre 26 de março de 2005 e 27 de maio de 2006. É licenciado na América do Norte pela Yen Press, que lançou quatro volumes tankōbon entre novembro de 2007 e novembro de 2008.

## Personagens
Lapan (ラパン, Rapan)
Lapan é um Shinigami, literalmente traduzido como "Deus da Morte". Lapan é apresentado como pervertido, lendo inicialmente uma revista pornô, e ficou seriamente desapontado quando precisou ir ao mundo humano como um esqueleto, pois assim ele não teria permissão para 'brincar' com um corpo feminino jovem como da última vez. No entanto, devido a um acidente, ele possui o corpo de Alice.
Como ele violou uma das principais leis do reino shinigami, a de que nenhum shinigami pode ir ao reino humano em sua verdadeira forma, todas as suas memórias foram apagadas como punição.
Alice (アリス, Arisu)
Alice é uma garota doce e atraente. Ela está sempre pensando no bem-estar dos outros. No entanto, devido a um acidente quando Lapan chegou ao reino humano, ela acabou no corpo dele, de esqueleto.
Umenosuke Tsurukame (鶴亀 梅之助, Tsurukame Umenosuke)
Terceiro filho de Tsurukame. Ele é apresentado como uma pessoa arrogante e egocêntrica. Ele acreditava que ser um shinigami significava ser um deus. No entanto, através de uma série de eventos que incluíram Lapan salvá-lo, Ume entrou em contato com seu lado feminino e desenvolveu um profundo amor por Lapan.
Yuu
Yuu, também transliterado como "You" ou "Yoo", é introduzido no início do mangá como o superior de Lapan. Ele é apático e parece gostar de usar armas de fogo. Em uma parte posterior da série, depois que ele é enviado após um Shibito conhecido como "Chapeleiro Maluco", que se proclamou o "Rei Shibito", ele encontra Lapan, Ume e um novo amigo de Lapan chamado Somuria. Logo depois, os quatro saem de férias para uma praia e uma fonte termal. Quando Somuria pergunta a Yuu por que ele não vestiu um maiô, ele afirma que não deseja "vestir o maiô de uma garota e brincar". Somuria então finge estar chateada e diz que esperava que todos pudessem tocar e depois desfrutar de um creme de anmitsu juntos, no qual Yuu parece bastante interessado, perguntando se o gosto de anmitsu é bom. Ume e Lapan, então, têm a ideia de usar o desejo de Yuu de experimentar o anmitsu para colocá-lo em um maiô (muito revelador) e exibi-lo, afirmando que, se não o fizer, ele não poderá ter nenhum. Esta é a única vez que Yuu mostra muita emoção (vergonha e desespero).

## Mangá
Alice on Deadlines é escrita e ilustrada por Shiro Ihara. O mangá foi serializado na revista shōnen da Square Enix, Gangan Wing. A Square Enix lançou os quatro volumes tankobon do mangá entre 26 de março de 2005 e 27 de maio de 2006. É licenciado na América do Norte pela Yen Press, que lançou os quatro volumes tankōbon do mangá entre novembro de 2007 e novembro de 2008.

## Recepção
Andrew Wheeler, do ComicMix, elogia o primeiro volume por ser bastante engraçado, com arte agradável de se acompanhar e muito interesse visual. No entanto, ele também critica o mangá por ser ofensivo para muitas pessoas, principalmente as que não tem senso de humor. O segundo volume é criticado por Wheeler por ser muito pouco politicamente correto, com um grande foco em piadas pervertidas. O terceiro volume é criticado por ter "muito fanservice, com pouca conectividade de enredo". A resenha de Wheeler do quarto volume comenta que Alice on Deadlines termina como uma bom shōjo deveria terminar, apesar de achar estranho o fato de a história ser sobre um esqueleto lascivo. Ken Haley, do Pop Culture Shock, comenta que a arte do mangá é meio bonita, mas é só isso, já que o humor pervertido sem parar se esgota após dez páginas. Gary Thompson, do Mania.com, critica o mangá por seu enredo "insípido, na melhor das hipóteses, incompreensível na pior das hipóteses" e "relações de caráter mudam rapidamente".